# Іменні назви степенів тисячі
Сьогодні в світовій практиці не існує єдиного правила найменування багатозначних чисел, що ускладнює міжнародну систему інформації, а інколи призводить до прикрих і поважних непорозумінь. 

## Правила найменування великих чисел
Існує два найпоширеніших правила, які розглядалися на IX Генеральній конференції мір і ваги (ГКМВ) у 1948 р.
Правило «N» застосовують переважно європейські країни — Велика Британія, Німеччина, Франція. Це правило Міжнародний комітет мір і ваги (МКМВ) рекомендує для вживання всім країнам Європи.
Але, попри те, що країни Східної Європи (колишньої Ради економічної взаємодопомоги, до якої в складі СРСР входила і Україна) прийняли рекомендації МКМВ (стандарт РС-2625-71), сьогодні в Україні поширеніше правило «n − 1».

### Правило «n− 1»
За правилом «n − 1» найменування відбувається за рахунок представлення багатозначного числа як 103n, де 3n — степінь з постійним множником 3, а n — змінне ціле додатне число. Назва числа складається з двох частин: перша — від французької чи латинської назви числа, яке на одиницю менше, ніж число n, і друга — слово «ільйон» («ильйон»). Наприклад, назва числа 1012 = 103n, де n = 4, (n − 1) = 3, буде складатися з назви числа 3 (лат. tres — три) + «ільйон» — трильйон. Число 1021, де n = 7, (n − 1) = 6, буде мати назву секстильйон (фр. sekt — шість) + «ильйон». Якщо степінь числа не кратний трьом, наприклад 1014, то число 103n треба представити як добуток 102*1012 або 102*103n, де n = 4, і називається сто трильйонів; 1013= 10*103n називається десять трильйонів. Слід відзначити, що за правилом «n − 1» числу 109 відповідає назва більйон, але в Україні використовується прийнятий в довгій системі термін мільярд.

### Правило «N»
Найменування багатозначних чисел за правилом «N» — простіше. Це правило ще вживається під назвою «правило шістки». За цим правилом число подається як 106n. Числа 106 і 109 (як виняток) мають відповідно назви мільйон і мільярд. Далі найменування числа складається аналогічно попередньому правилу «n − 1», але воно утворюється від назви числа N. Число 1012 запишеться як 106n, де n = 2. Отже, назва числа 1012 буде більйон (порівняйте з більйоном за правилом «n − 1»). Наступні числа, у яких показник степеня буде збільшуватись на одиницю аж до 1017, одержать відповідні назви в десять, сто, тисячу, десять тисяч і сто тисяч більйонів. Число 1018 за правилом «N» запишеться як 106n, де n = 3, а його назва — трильйон (за правилом «n − 1» цій назві відповідає число 1012). Наступні числа, у яких показник степеня кратний числу 6, — це 1024 = 106n (n = 4), 1030 = 106n (n = 5), 1036 — мають відповідно назви: квадрильйон (фр. quadre — чотири), квінтильйон (лат. quinta — п'ять), секстильйон (фр. sext — шість). За правилом «n − 1» назві секстильйон відповідає число 1021.

## Найменування назв степенів тисячі в порядку зростання
| Назва       | Значення        | Значення    |
| Назва       | Правило «n − 1» | Правило «N» |
| ----------- | --------------- | ----------- |
| тисяча      | 10³             | 10³         |
| мільйон     | 106             | 106         |
| мільярд     | 109             | 109         |
| більйон     | 109             | 1012        |
| більярд     | –               | 1015        |
| трильйон    | 1012            | 1018        |
| трильярд    | –               | 1021        |
| квадрильйон | 1015            | 1024        |
| квадрильярд | –               | 1027        |
| квінтильйон | 1018            | 1030        |
| квінтильярд | –               | 1033        |
| секстильйон | 1021            | 1036        |
| секстильярд | –               | 1039        |
| септильйон  | 1024            | 1042        |
| септильярд  | –               | 1045        |
| октильйон   | 1027            | 1048        |
| октильярд   | –               | 1051        |
| нонільйон   | 1030            | 1054        |
| нонільярд   | –               | 1057        |
| децильйон   | 1033            | 1060        |
| децильярд   | –               | 1063        |
| гугол       | 10100           | 10100       |
| гуголплекс  | 10100           | 10100       |
| зільйон     | 103×n+3         | 106×n       |
| зільярд     | –               | 106×n+3     |

Вимова чисел, що йдуть далі, часто відрізняється.
| Назва                | Значення      | Значення    |
| Назва                | Коротка шкала | Довга шкала |
| -------------------- | ------------- | ----------- |
| ундецильйон          | 1036          | 1066        |
| ундецильярд          | –             | 1069        |
| додецильйон          | 1039          | 1072        |
| додецильярд          | –             | 1075        |
| тредецильйон         | 1042          | 1078        |
| тредецильярд         | –             | 1081        |
| кватордецильйон      | 1045          | 1084        |
| кватордецильярд      | –             | 1087        |
| квіндецильйон        | 1048          | 1090        |
| квіндецильярд        | –             | 1093        |
| сексдецильйон        | 1051          | 1096        |
| сексдецильярд        | –             | 1099        |
| септендецильйон      | 1054          | 10102       |
| септендецильярд      | –             | 10105       |
| октодецильйон        | 1057          | 10108       |
| октодецильярд        | –             | 10111       |
| новемдецильйон       | 1060          | 10114       |
| новемдецильярд       | –             | 10117       |
| вігінтильйон         | 1063          | 10120       |
| вігінтильярд         | –             | 10123       |
| анвігінтильйон       | 1066          | 10126       |
| анвігінтильярд       | –             | 10129       |
| дуовігінтильйон      | 1069          | 10132       |
| дуовігінтильярд      | –             | 10135       |
| тревігінтильйон      | 1072          | 10138       |
| тревігінтильярд      | –             | 10141       |
| кватторвігінтильйон  | 1075          | 10144       |
| кватторвігінтильярд  | –             | 10147       |
| квінвігінтильйон     | 1078          | 10150       |
| квінвігінтильярд     | –             | 10153       |
| сексвігінтильйон     | 1081          | 10156       |
| сексвігінтильярд     | –             | 10159       |
| септемвігінтильйон   | 1084          | 10162       |
| септемвігінтильярд   | –             | 10165       |
| октовігінтильйон     | 1087          | 10168       |
| октовігінтильярд     | –             | 10171       |
| новемвігінтильйон    | 1090          | 10174       |
| новемвігінтильярд    | –             | 10177       |
| трігінтильйон        | 1093          | 10180       |
| трігінтильярд        | –             | 10183       |
| антрігінтильйон      | 1096          | 10186       |
| дуотрігінтильйон     | 1099          | 10192       |
| гугол                | 10100         | 10100       |
| третрігінтильйон     | 10102         | 10198       |
| кваттортрігінтильйон | 10105         | 10204       |
| квінтрігінтильйон    | 10108         | 10210       |
| секстрігінтильйон    | 10111         | 10216       |
| септемтрігінтильйон  | 10114         | 10222       |
| октотрігінтильйон    | 10117         | 10228       |
| новемтрігінтильйон   | 10120         | 10234       |
| квадрагінтильйон     | 10123         | 10240       |
| квінквагінтильйон    | 10153         | 10300       |
| сексагінтильйон      | 10183         | 10360       |
| септуагінтильйон     | 10213         | 10420       |
| октогінтильйон       | 10243         | 10480       |
| нонагінтильйон       | 10273         | 10540       |
| центильйон           | 10303         | 10600       |

Центильйон — найбільше число, що має усталено назву. Вперше його було згадано у 1746 році, де, втім без зазначення змісту, його прирівнюють до майже вічності.
У 1805 році воно було визначено та у подальшому використовувалось, як одиниця з 600 нулями (мільйон у сотому ступені), та для гарнішого розуміння викладалась на прикладах довжини та часу, у тому числі у межах мікрокосмосу.
Подальші назви можуть бути отримані прямим або зворотним порядком латинських числівників:
| Назва                                          | Значення      | Значення    |
| Назва                                          | Коротка шкала | Довга шкала |
| ---------------------------------------------- | ------------- | ----------- |
| анцентильйон або центунильйон                  | 10306         | 10606       |
| дуоцентильйон або центдуольйон                 | 10309         | 10612       |
| трецентильйон або центтрильйон                 | 10312         | 10618       |
| кватторцентильйон або центквадрильйон          | 10315         | 10624       |
| третрігінтацентильйон або центтретрігінтильйон | 10402         | 10798       |

Попри є невідомим, який саме порядок вважати вірним, зворотний варіант написання є відповіднішим побудові числівників у латинській мові й дозволяє уникнути двозначностей, прямий же, навпаки, створює такі, — наприклад, число трецентильйон за таким порядком означатиме одночасно 10903 й 10312).
Числа далі:
| Назва                               | Значення      | Значення    |
| Назва                               | Коротка шкала | Довга шкала |
| ----------------------------------- | ------------- | ----------- |
| дуцентильйон                        | 10603         | 101200      |
| трецентильйон                       | 10903         | 101800      |
| квадрингентильйон                   | 101203        | 102400      |
| квінгентильйон                      | 101503        | 103000      |
| сесцентильйон                       | 101803        | 103600      |
| септингентильйон                    | 102103        | 104200      |
| октингентільйон                     | 102403        | 104800      |
| нонгентильйон                       | 102703        | 105400      |
| мілільйон (або міліаільйон)         | 103003        | 106000      |
| дуоміліальйон                       | 106003        | 1012000     |
| тремілліальйон                      | 109003        | 1018000     |
| дуцентдуоміліанонгентновемдецільйон | 10308760      | 10617514    |
| міліаміліаільйон                    | 103000003     | 106000000   |
| дуоміліаміліаільйон                 | 106000003     | 1012000000  |